# 拉扎里夫卡 (卡贊卡區)
47°52′51″N 32°47′3″E / 47.88083°N 32.78417°E
拉扎里夫卡（烏克蘭語：Лазарівка），是烏克蘭南部的村莊，隸屬尼古拉耶夫州的巴什坦卡區。該村面積0.36平方公里，海拔高度110米，2001年人口45，人口密度每平方公里125人。